# فلسطينيو هندوراس
فلسطينيو هندوراس (بالإنجليزية:Honduran Palestinians)، هم الفلسطينيون المتواجدون في دولة هندوراس في أمريكا الوسطى، بلغ عدد أفراد الجالية الفلسطينية حوالي 300 الف لاجئ فلسطيني، من مجموع اللاجئين الفلسطينيين في الشتات الفلسطيني عبر أنحاء العالم.

## التاريخ
- بدأت الهجرة الفلسطينية إلى دولة هندوراس قديمًا مقارنة مع الدول الأخرى، وتشكل الغالبية العظمى من الجالية الفلسطينية من مناطق بيت لحم وبيت جالا وبيت ساحور والقدس ورام الله.

- السبب الرئيسي لهجرة الفلسطينيين إلى دولة هندوراس يعود إلى الأوضاع الاقتصادية السيئة للفلسطينيين في بداية القرن التاسع عشر، نتيجة لتسلط رجال الإقطاع على الفلاحين، وفداحة الضرائب، وتفشي الآفات في المحاصيل الزراعية.

- هاجر عدد كبير من الفلسطينيين إلى دولة هندوراس في أعقاب سلسلة من الأحداث السياسية التي تعرض لها الشعب الفلسطيني ومن هذه الأحداث: الحرب الإسرائيلية على لبنان، وحرب الخليج الأولى والثانية، والانتفاضة الفلسطينية الأولى والثانية.[3]

## عدد الفلسطينيين في هندوراس
بلغ عدد أفراد الجالية الفلسطينية في دولة هندوراس 300 ألف نسمة، حسب معلومات دائرة شؤون المغتربين في منظمة التحرير الفلسطينية في عام 2022، وهناك تقديرات أن عدد أفراد الجالية الفلسطينية في هندوراس أكبر من ذلك، إذ تعتبر بعد تشيلي أكبر الجاليات الفلسطينية في أمريكا الوسطى.

## أماكن إقامة الجالية الفلسطينية في هندوراس
- ينتشر أبناء الجالية الفلسطينية في معظم أنحاء دولة هندوراس، ويتركز في مدينة سان بيدروسولا، ثم في العاصمة تيغوسيغالبا.

الحياة الإجتماعية
- واجه أبناء الجالية الفلسطينية في البداية صعوبة الإندماج في المجتمع الهندوراسي بسبب صعوبة اللغة، وإختلاف العادات والتقاليد.

- بعض السكان يطلقون على الفلسطينيين في هندوراس إسم "تركو" كونهم قدموا من بلاد كانت جزءاً من دولة الأتراك العثمانيين.

- رغم الإندماج في المجتمع الهندوراسي، إلا أن أفراد الجالية الفلسطينية يفتخرون بأصولهم الفلسطينية، وولاءهم العربي الفلسطيني، ويتوقون للعودة إلى أرض وطنهم فلسطين.[5]

## الوضع الإقتصادي
- اليوم أصبح عدد كبير من أبناء الجالية الفلسطينية في هندوراس يتحكمون في الجزء الأكبر من الإقتصاد الهندوراسي.

- برز منهم رئيس سابق لهندوراس، وهو كارلوس، ونائب سابق للرئيس هو وليام حنظل [الإنجليزية]، وأوسكار كافاتي وزير الصناعة والتجارة، وهو رجل أعمال يمتلك مزارع كبيرة للبن، ورئيس البنك المركزي فكتوريا عصفورة، بالإضافة إلى أكثر من ستة أعضاء في البرلمان بالدولة.[6]

## أعمال أبناء الجالية الفلسطينية في هندوراس
- عمل الفلسطينيين في بداية عهدهم في هندوراس كباعة متجولين للأقمشة، ثم فتحوا محلات تجارية صغيرة، سرعان ما توسعت ونمت على مستوى الدولة.

- اشتغل عدد منهم في مجال الزراعة، وحققوا نجاحات بارزة في هذا المجال.

- بنى عدد من أبناء الجالية الفلسطينية العديد من المصانع.
- سيطر أبناء الجالية الفلسطينية على الجزء الأكبر من الاقتصاد الهندوراسي.[7]